# وایلدوود (ویسکانسین)
وایلدوود (به انگلیسی: Wildwood) یک منطقهٔ مسکونی در ایالات متحده آمریکا است که در شهرستان سنت کریکس، ویسکانسین واقع شده‌است. وایلدوود ۳۴۱٫۹۹ متر بالاتر از سطح دریا واقع شده‌است.